# Österreichischer Fußball-Cup 1999/2000
Der ÖFB-Cup wurde in der Saison 1999/2000 zum 66. Mal ausgespielt. Der Grazer AK gewann zum zweiten Mal den Pokal.

## Achtelfinale
| Datum                       |                        | Ergebnis                         |                       |
| --------------------------- | ---------------------- | -------------------------------- | --------------------- |
| 11. April 2000 um 16:45 Uhr | 1. Simmeringer SC      | 0:1 (0:0)                        | SV Austria Salzburg   |
| 11. April 2000 um 16:45 Uhr | First Vienna           | 0:1 (0:0)                        | FC Tirol Innsbruck    |
| 11. April 2000 um 18:30 Uhr | SV Austria Salzburg II | 1:3 (1:1)                        | Admira Wacker Mödling |
| 11. April 2000 um 19:00 Uhr | ASKÖ Pasching          | 5:1 (3:1)                        | WSG Wattens           |
| 11. April 2000 um 19:00 Uhr | DSV Leoben             | 3:1 (1:1)                        | FC Kärnten            |
| 11. April 2000 um 19:00 Uhr | Grazer AK              | 3:1 (1:0)                        | SV Wörgl              |
| 11. April 2000 um 19:00 Uhr | SV Braunau             | 1:1 n. V. (1:1, 1:0) (4:3 i. E.) | SC Untersiebenbrunn   |
| 11. April 2000 um 19:30 Uhr | FK Austria Wien        | 1:0 (1:0)                        | LASK Linz             |

## Viertelfinale
| Datum                       |                     | Ergebnis              |                       |
| --------------------------- | ------------------- | --------------------- | --------------------- |
| 18. April 2000 um 18:30 Uhr | SV Austria Salzburg | 5:0 (2:0)             | Admira Wacker Mödling |
| 18. April 2000 um 19:00 Uhr | ASKÖ Pasching       | 2:0 (2:0)             | FC Tirol Innsbruck    |
| 18. April 2000 um 19:30 Uhr | FK Austria Wien     | 0:0 n. V. (5:3 i. E.) | DSV Leoben            |
| 18. April 2000 um 19:30 Uhr | Grazer AK           | 2:1 n. V. (1:1, 1:0)  | SV Braunau            |

## Halbfinale
| Datum                    |                     | Ergebnis  |                 |
| ------------------------ | ------------------- | --------- | --------------- |
| 2. Mai 2000 um 17:45 Uhr | ASKÖ Pasching       | 0:1 (0:1) | Grazer AK       |
| 2. Mai 2000 um 18:30 Uhr | SV Austria Salzburg | 3:2 (1:1) | FK Austria Wien |

## Finale
| Datum                     |           | Ergebnis                         |                     | Ort                  |
| ------------------------- | --------- | -------------------------------- | ------------------- | -------------------- |
| 16. Mai 2000 um 20:30 Uhr | Grazer AK | 2:2 n. V. (2:2, 2:1) (4:3 i. E.) | SV Austria Salzburg | Ernst-Happel-Stadion |

## Torjäger
- Igor Pamić – Grazer AK              2 Tore
- Toni Polster – SV Austria Salzburg    2 Tore
- Heiko Laeßig – SV Austria Salzburg    1 Tor
- Wolfgang Hopfer – FK Austria Wien        1 Tor
- René Aufhauser – SV Austria Salzburg  1 Tor